# Аловнаваям
Аловнаваям — река на северо-востоке Камчатского края, Россия.
Длина реки — 56 км. Протекает по территории Олюторского района Камчатского края. Впадает в Берингово море (бухта Мачевна).
Названа по лиману, через который протекает, в переводе с корякского — «река жирной горы».

## Данные водного реестра
По данным государственного водного реестра России относится к Анадыро-Колымскому бассейновому округу.
Код объекта в государственном водном реестре — 19060000212120000002143.